# Feuille d'avis officielle de la République et canton de Genève
 (février 2022).
 (février 2022).
La Feuille d'avis officielle de la République et canton de Genève (FAO) est le journal officiel du canton de Genève.

## Description
La FAO informe sur le Conseil d'État, le Grand Conseil, la Chancellerie, les différents départements, les communes genevoises, les décès, le pouvoir judiciaire, les marchés publics, les poursuites et faillites, le registre foncier, la législation, les autorisations, les requêtes en autorisation, les travaux d'abattage. 
Sa production s'effectue à l'interne du département présidentiel du canton de Genève. 
Parue à Genève pour la première fois le 5 août 1752, la FAO a, pendant plus de deux siècles, été imprimée sous la forme d'une édition payante publiée deux à trois fois par semaine. 
Le 1er janvier 2017 marque l'arrêt définitif de l'abonnement et de l'impression sur papier, la FAO étant désormais accessible à tous les citoyens gratuitement, exclusivement sur support numérique.